# Hadja Idrissa Bah

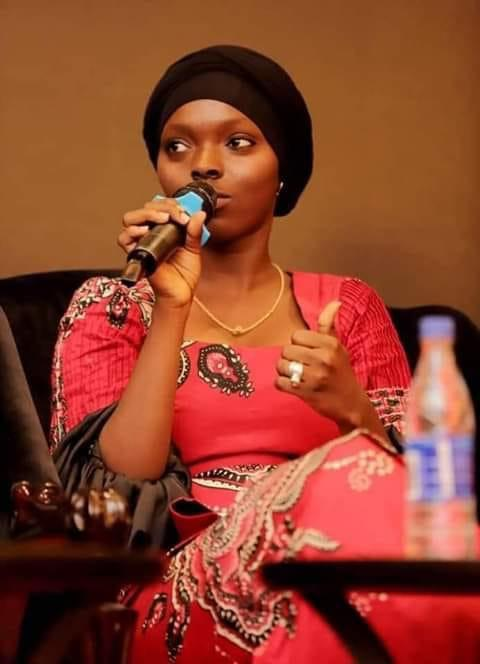
Hadja Idrissa Bah (2019)

Hadja Idrissa Bah, auch bekannt als Hadja Idy (* 23. August 1999 in Conakry, Guinea), ist eine guineische Aktivistin für Kinder- und Frauenrechte. Sie ist Gründungsvorsitzende des Club des jeunes filles leaders de Guinée, Mitglied des Netzwerks junger Feministinnen im frankophonen Westafrika und Mitglied des Verwaltungsrats des sozialen Vereins Equipop.

## Kindheit und Studium
Hadja Idrissa Bah ist das älteste von zehn Kindern. Sie ist die Tochter eines Händlers und einer Hausfrau und absolvierte ihre Sekundarschulbildung am Lycée Saint Georges in Conakry.
Nach dem Abitur studierte sie ein Jahr lang (2018) an der Universität General Lansana Conté Politikwissenschaften, bevor sie sich an der Université Paris 1 Panthéon-Sorbonne für Jura einschrieb.

## Aktivistin
Mit 13 Jahren trat Hadja Idrissa Bah dem Kinderparlament der Gemeinde Ratoma bei, bevor sie von 2016 bis 2021 Präsidentin des guineischen Kinderparlaments war. Sie erklärte gegenüber den guineischen Entscheidungsträgern für die Achtung der Kinderrechte: „Die Rechte des guineischen Kindes sind in einer alarmierenden Situation, denn sie werden vernachlässigt und jeden Tag nehmen wir an der Verletzung ihrer Rechte teil, trotz der Anstrengungen, die von den Akteuren zur Verteidigung der Rechte des guineischen Kindes unternommen wurden, der ratifizierten Konventionen und der verabschiedeten Gesetze.“
Sie engagiert sich insbesondere im Kampf gegen die weibliche Genitalverstümmelung und beklagt in diesem Zusammenhang, dass „falsche religiöse Überzeugungen mehr wiegen als das Gesetz“.
Sie gründete 2016 den Club des jeunes filles leaders de Guinée.

## Internationale Aktivitäten
2018 wurde Hadja Idrissa Bah Kommunikations- und Außenbeauftragte des AfriYan-Netzwerks und Mitglied des Netzwerks junger Feministinnen aus dem französischsprachigen Westafrika.
Hadja Idrissa Bah hat Guinea beim LabCitoyen in Paris im Juli 2019 vertreten. Dieses Programm des Institut français brachte zahlreiche frankophone Jugendliche aus aller Welt im Alter von 20 bis 26 Jahren zum Thema Frauenrechte: Gleichstellung und Bürgerrechte zusammen.

Sie ist Mitglied des Verwaltungsrats von Equipop France und setzt sich für junge Afrikanerinnen in wichtigen Gremien ein. Sie sprach beim Women7 im Rahmen des G7 Sherpas in Lyon in 2019.

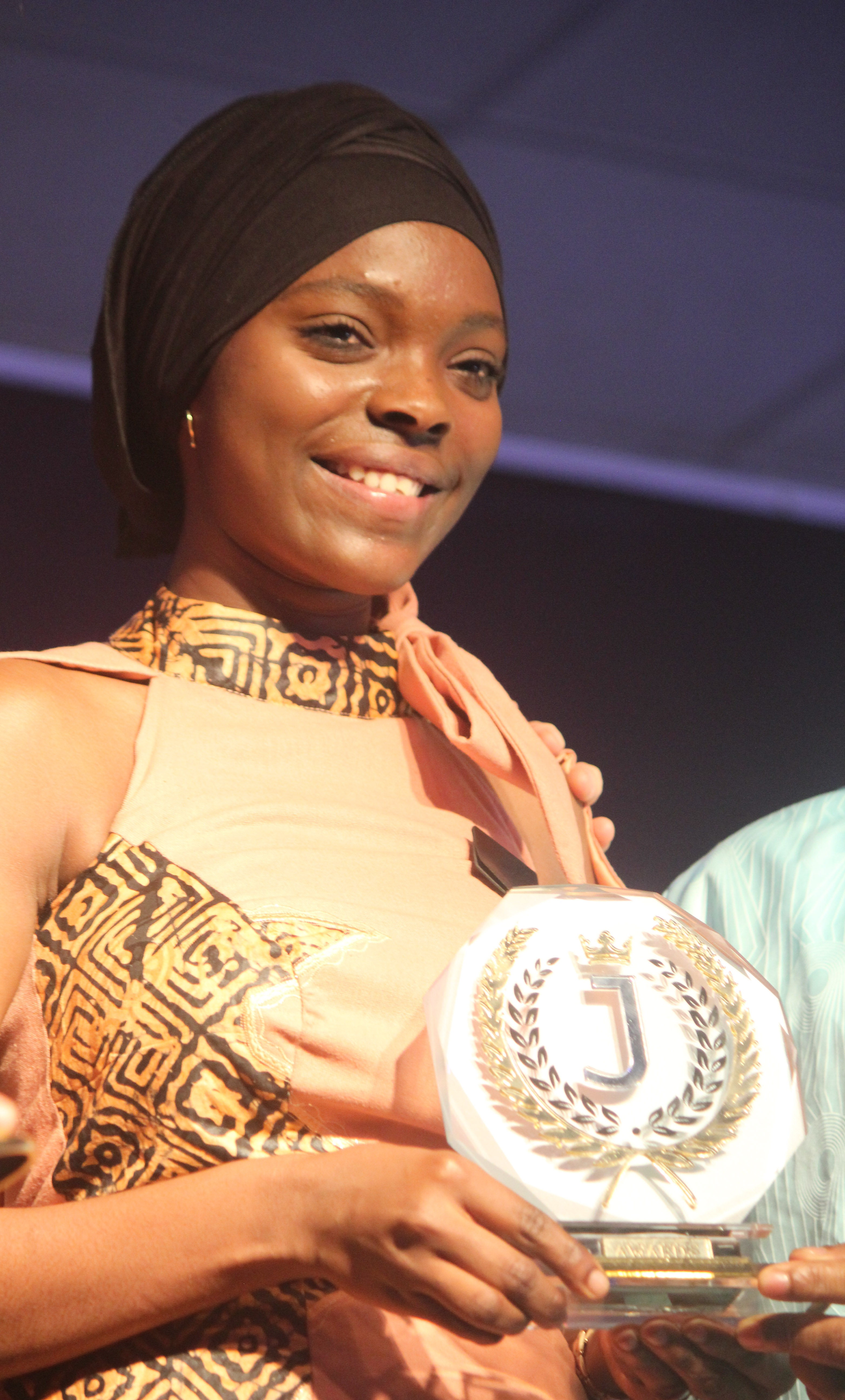
Hadja Idrissa Bah bei den J Awards 2019

Sie spricht bei Radio France Internationale (RFI) in der Sendung Priorité santé seit September 2019.
Am 2. März 2020 wurde sie eingeladen, beim Mittagessen des französischen Präsidenten Emmanuel Macron zusammen mit der Exekutivdirektorin von UN Women Phumzile Mlambo-Ngcuka und anderen Prominenten über Frauenrechte zu sprechen.
Am 9. Juli 2022 sprach Hadja Idrissa Bah an der Seite von Marjolaine Grodin, Florence Parly, Pascal Ruffenach und Emmanuelle Auriol beim 22. Wirtschaftstreffen in Aix-en-Provence. Am 24. September 2022 nahm sie am Friedensforum Normandie teil.

## Preise und Auszeichnungen
- 2019, Preis der Delegation für Frauenrechte des französischen Senats[21]
- 2019, Gewinnerin der J Awards von Guinea in der Kategorie leadership féminin[22][23]
- 2023, Prix Liberté der Region Normandie für den Club des jeunes filles leaders de Guinée, dessen Vorsitzende sie ist[24][25]